# Paul du Châtellier
Pour les articles homonymes, voir Maufras et Le Châtellier.
Paul Armand Maufras du Châtellier, né le 13 novembre 1833 à Quimper et mort le 26 mars 1911 à Pont-l'Abbé, est un préhistorien du Finistère.

## Biographie
Fils d'Armand René du Châtellier, il nait à Quimper, où son père est inspecteur des prisons et des établissements de bienfaisance. Puis il suit son père à Versailles vers l'âge de 14-15 ans. En 1853, il est reçu bachelier es-sciences à la faculté de Paris. Malade, il renonce à entrer à l'École Forestière et suit des cours de peinture dans les ateliers de Picot, puis de Gudin où il apprend la technique des peintures de marine. Initié par son père à l'archéologie, il s'intéresse aux sites de Kerveltré et de Tronoën. Afin de compléter ses connaissances archéologiques, il entretient une correspondance avec plusieurs archéologues et préhistoriens de renommée régionale (Closmadeuc, Dreneuc) et nationale (Mortillet, Carthailhac, Reinach) tout en menant des fouilles sur divers sites mégalithiques (Rosmeur, la Torche, Quelarn, Kervadol...) ou gallo-romains de la région de Pont-l'Abbé. Il étend progressivement son champ d'investigations archéologiques au littoral de la baie d'Audierne, puis à la région du cap Sizun (Kerbalannec, Lesconil) et au centre du Finistère (Crozon, monts d'Arrée).
La fouille du tumulus dit « de Saint-Bélec » (ou Sanct-Bélec en Leuhan), situé dans la commune de Leuhan, lui permet de mettre au jour en 1901, une dalle gravée datant l'âge du bronze. Cet artefact, connu sous le nom de « dalle gravée de Saint-Bélec », comporte des motifs (cupules, formes géométriques) reliés entre eux par un réseau de lignes et pourrait être la plus ancienne représentation cartographique d'Europe.
En 1906, avec Louis Le Pontois, il découvre la tombe viking de l'île de Groix. Le retentissement de cette découverte parvient jusqu'en Norvège et en 1908, Paul du Châtellier est décoré de l'ordre de Saint-Olaf.
Propriétaire du château de Kernuz, à Pont-l'Abbé, il en transforme une partie en musée. Une grande partie de ses collections sera versée au Musée des antiquités nationales de Saint-Germain-en-Laye après sa mort.
Il fut président de la Société archéologique du Finistère durant quatorze ans.

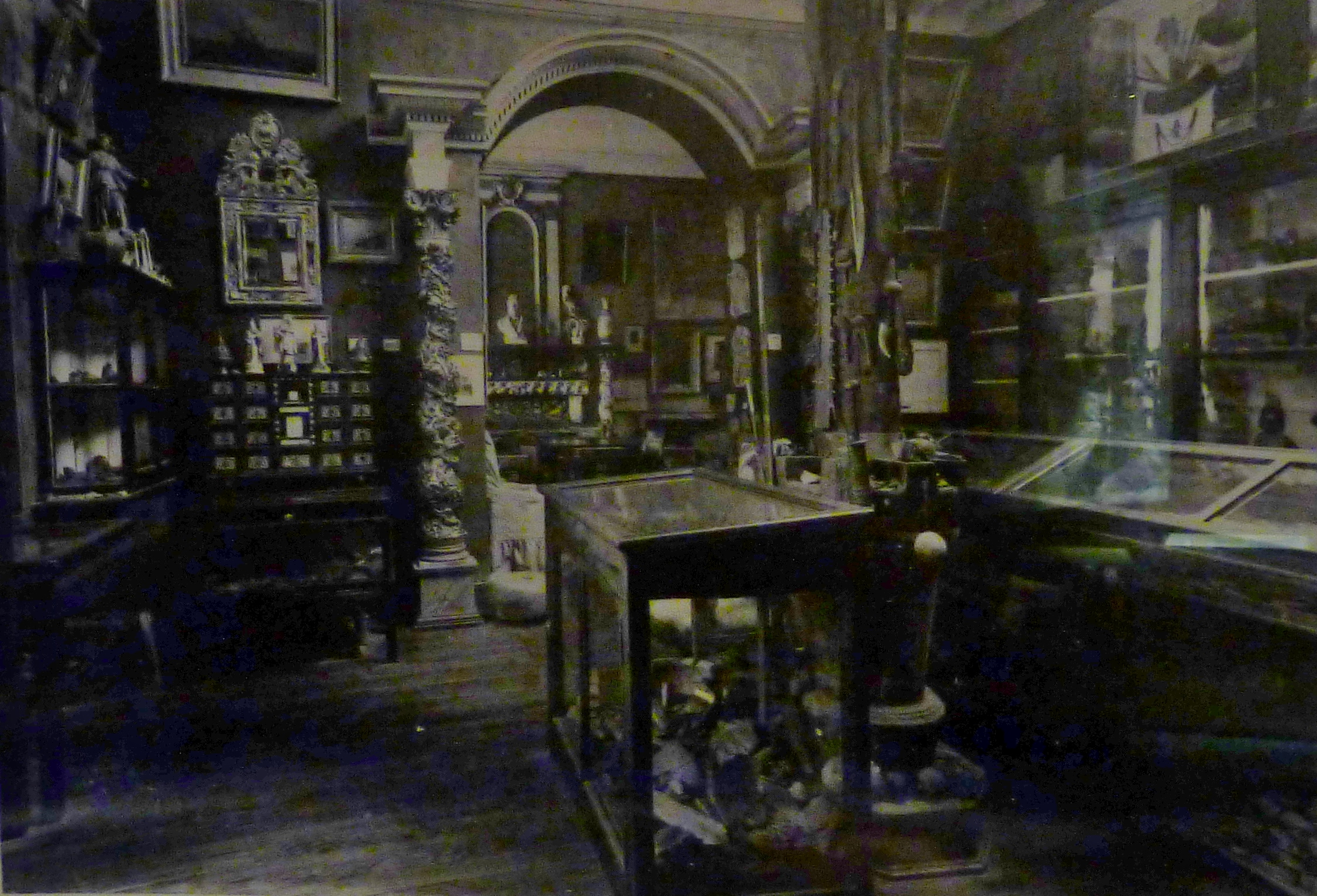
Le musée de Kernuz vers 1900.
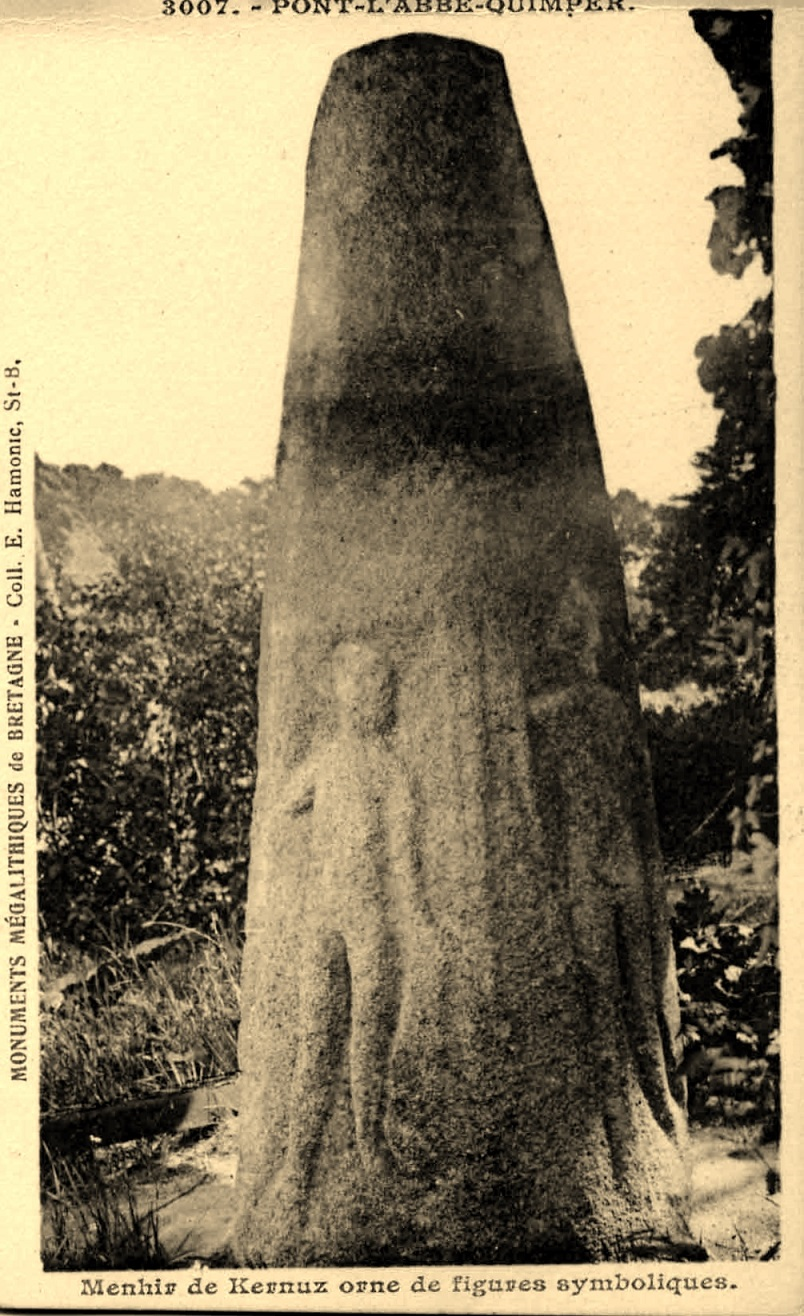
Le menhir-autel trouvé à Kervadol en Plobannalec par Paul du Châtellier.
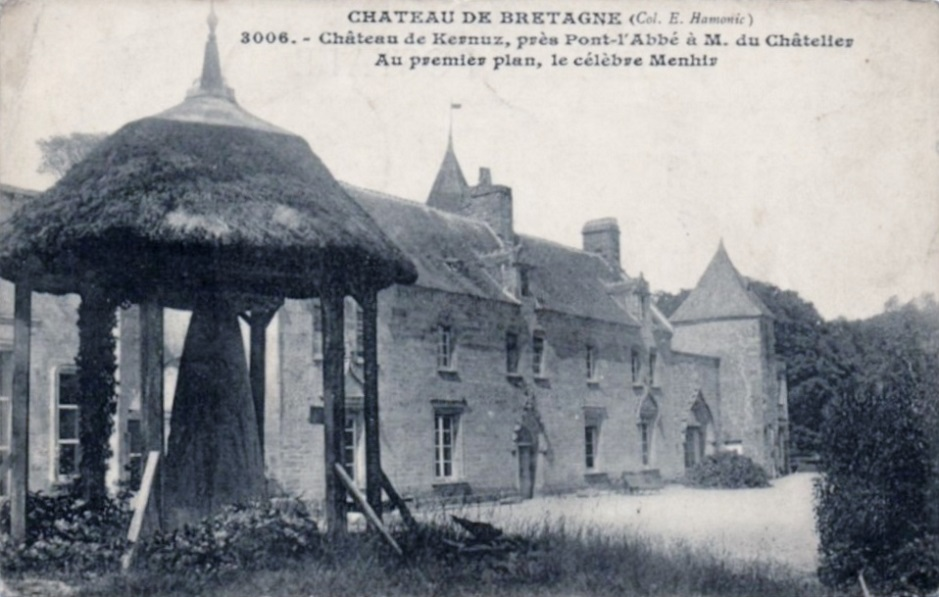
Le menhir-autel installé par du Châtellier devant le château de Kernuz.

## Œuvres
- Carte des tumulus et des trouvailles de bronze du département du Finistère, s. d.
- Exploration d'un monument circulaire à Kerbascat et port ancien dans les marais de Pont-Men en Tréguénec (Finistère), s.d. Extrait des Mémoires de la Société d'émulation des Côtes-du-Nord.
- Dolmen à galerie de L'Estridiou (Finistère), 1877. Extrait du Bulletin monumental, no 2, 1877.
- Oppidum de Tronoën en Saint-Jean-Trolimon (Finistère), 1877. Extrait du Bulletin monumental, no 3, 1877.
- Cimetière gaulois du Mont-Blanc, à Etrechy (Marne), 1878.
- Exploration du cimetière gaulois de Kerviltré en S.-Jean-Trolimon (Finistère), 1878. Extrait des Mémoires de la Société d'émulation.
- Exploration du tumulus de Kerheuret en Pluguffan (Finistère), 1879. Extrait du Bulletin monumental, no 4, 1879.
- Menhir-autel de Kernuz-en-Pont-l'Abbé, Paris, Bureaux de la Revue archéologique, 1879. Extrait de la Revue archéologique, février et mars 1879.
- De la destination des menhirs. Oppidum de Tronoën, 1882. Extrait de la revue Matériaux pour l'histoire primitive de l'homme, 21e année, 3e série, t. IV, novembre 1887.
- Les Sépultures de l'époque du bronze en Bretagne, Paris, Baër, 1883. Extrait des Mémoires de la Société d'émulation des Côtes-du-Nord, 1883.
- Exploration du dolmen de Kervéret en Plomeur (Finistère), 1885. Extrait du Bulletin de la Société d'études scientifiques du Finistère.
- Sur diverses monnaies trouvées à Tréguennec, 1885. Extrait du Bulletin de la Société d'études scientifiques du Finistère, 7e année, fasc. no 1.
- Sépulture de Coatjou-Glas en Plonéis (Finistère), Paris, Reinwald, 1887. Extrait de la revue Matériaux pour l'histoire primitive de l'homme, 3e série, t. IV, février 1887.
- Tumulus emblématiques de l'Amérique du Nord, Paris, Reinwald, 1887. Extrait de la revue Matériaux pour l'histoire primitive de l'homme, 3e série, t. IV, juillet 1887.
- Étude de quelques crânes et squelettes découverts dans le Finistère, Reinwald, 1887. Extrait de la revue Matériaux pour l'histoire primitive de l'homme, 21e année, 3e série, t. IV, novembre 1887.
- Les Époques préhistoriques et gauloises dans le Finistère. Inventaire des monuments de ce département, des temps préhistoriques à la fin de l'occupation romaine, Paris, Lechevalier, 1889.
- Vase trouvé dans un tumulus à Saint-Paul-de-Léon (Finistère), Paris, Leroux, 1891. Extrait de la Revue archéologique.
- Allée mégalithique en pierres arc-boutées de Lesconil-en-Paillan (Finistère), Paris, Alcan, 1895. Extrait de la Revue mensuelle de l'École d'anthropologie de Paris, 5e année, III, 15 mars 1895.
- Notes sur quelques découvertes faites à Carhaix (Finistère), Paris, Leroux, 1895. Extrait de la Revue archéologique.
- Une habitation gauloise à Tronoën en Saint-Jean-Trolimon (Finistère), 1897. Extrait du Bulletin archéologique, 1896.
- La Poterie aux époques préhistorique et gauloise en Armorique, Rennes, Plihon et Hervé, 1897.
- Finistère. Explorations sur les montagnes d'Arrhées et leurs ramifications : années 1895 et 1896, Saint-Brieuc, Guyon, 1897.
- Le Bronze dans le Finistère, 1899. Extrait du Bulletin de la Société archéologique du Finistère.
- Les Tumulus de Kervastal en Plonéis (Finistère), Paris, Leroux, 1899. Extrait de la Revue archéologique.
- Exploration des tumulus de Keriquel en Trégunc et de Kerloise en Clohars-Carnoët, 1900. Extrait du Bulletin archéologique, 1900.
- Fouilles et restaurations faites en Bretagne en 1899 et en 1900, 1901. Extrait du Bulletin monumental, no 2, 1901.
- Exploration des tumulus des Montagnes Noires (Finistère), 1901. Extrait du Bulletin archéologique, 1901.
- Cartes des monuments mégalithiques, des tumulus, des trouvailles de bronze et des camps du département du Finistère, Rennes, Plihon et Hommay, 1902.
- Les Monuments mégalithiques des îles du Finistère de Béniguet à Ouessant, 1902. Extrait du Bulletin archéologique, 1902.
- Sépulture sous tumulus à Berrien (Finistère), 1904. Extrait du Bulletin de la Société archéologique du Finistère.
- Avec Louis Le Pontois, Étude d'un trésor de monnaies gauloises découvert en mars 1903 dans la commune de Kersaint-Plabennec (Finistère) ; statère trouvé à Tronoën, en Saint-Jean-Trolimon, 1904. Extrait du Bulletin de la Société archéologique du Finistère.
- Les Monuments préhistoriques du canton de Concarneau, Saint-Brieuc, Prud'homme, 1906. Extrait des Mémoires de l'Association bretonne, congrès de Concarneau, 1905.
- Les Époques préhistoriques et gauloises dans le Finistère. Inventaire des monuments de ce département, des temps préhistoriques à la fin de l'occupation romaine, Rennes, Plihon et Hommay, 1907.
- Poignard en bronze trouvé au village de Keraudren en Plouec (Côtes-du-Nord), 1908. Extrait du Bulletin de la Société archéologique du Finistère, t. XXXV.
- Armes en bronze draguées à Rennes, dans la Vilaine, lors de la réfection des quais, 1908. Extrait du Bulletin de la Société archéologique du Finistère, t. XXXV.
- Avec Louis Le Pontois, La Sépulture scandinave à barque de l'île de Groix, 1908.